# Dostpur
Dostpur là một thị xã và là một nagar panchayat của quận Sultanpur thuộc bang Uttar Pradesh, Ấn Độ.

## Địa lý
Dostpur có vị trí 26°17′B 82°28′Đ / 26,28°B 82,47°Đ Nó có độ cao trung bình là 81 mét (265 feet).

## Nhân khẩu
Theo điều tra dân số năm 2001 của Ấn Độ, Dostpur có dân số 11.877 người. Phái nam chiếm 53% tổng số dân và phái nữ chiếm 47%. Dostpur có tỷ lệ 57% biết đọc biết viết, thấp hơn tỷ lệ trung bình toàn quốc là 59,5%: tỷ lệ cho phái nam là 63%, và tỷ lệ cho phái nữ là 51%. Tại Dostpur, 18% dân số nhỏ hơn 6 tuổi.